# Championnat de France de hockey sur glace 1959-1960
Saison précédente Saison suivante
La saison 1959-1960 est la 39e saison du championnat de France de hockey sur glace.

## Bilan
2e titre de champion de France pour l'Athletic Club de Boulogne-Billancourt devant Chamonix.